# Kandzsúr
A Kandzsúr (Tibeti: བཀའ་འགྱུར , Wylie: bka' 'gyur, fordításban: „Buddha kinyilatkoztatásának fordítása”) a történelmi Buddha, illetve Sákjamuni késői kinyilatkoztatásainak gyűjteménye, első és nagyobbik része a tibeti buddhista kánonnak a Tandzsúr („Lefordított tanítások”, vagy „Értekezések fordítása”) mellett. Tantrákat és szútrákat tartalmaz. A hagyomány szerint egyes fejezetei  már a transzcendens Buddhától származnak. Mintegy 98–108 kötetből áll, kiadástól  függően. A szövegeket a  neves történész és tudós, Butön Rincsen Drup (1290-1364) rendszerezte és véglegesítette a   14. században. Nyomtatásban először Kínában, Pekingben jelent meg 1411-ben. Tibetben  1731-ben adták ki a 98 kötetes, ún. Narthang-féle változatot. Számos összeállítása létezett,  amelyek közül a leginkább figyelemre méltók a Dergé-, Lhasa-, Narthang-, Choné-, Peking-, Urga-, Phudrak-féle kiadások. A Kandzsúr szanszkritból fordított tibeti, kínai, nepáli és egyéb szövegeket tartalmaz.

## Tartalma

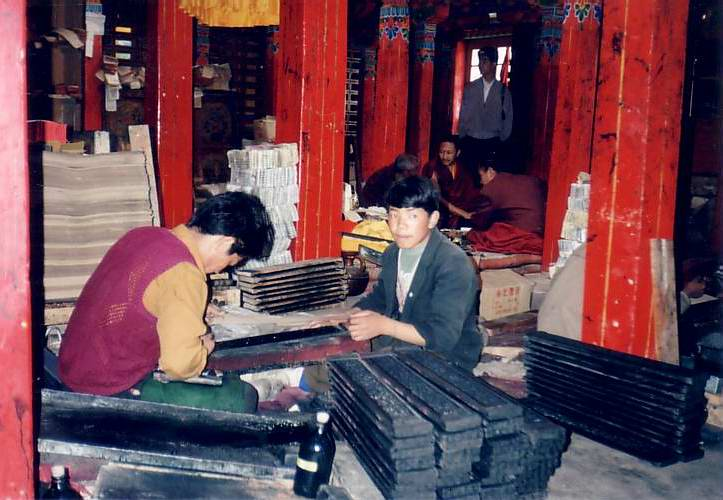
Nyomtatás fatáblákról a tibeti Szera kolostorban

A Kandzsúr 6 szakaszra oszlik. A szakaszok szútrákban és tantrákban írják le a tökéletes bölcsesség elérésének útját (Vinája), más szútrák a szerzetesi fegyelem, metafizika, a tantra lehetséges megközelítését taglalják. Néhányban a pradzsnyápáramita filozófia alapjait ismertetik, míg mások a különböző bodhiszattvák erényeit magasztalják, vagy a Trikája és Alaja-Vidzsnána tanait írják le.
1. Vinaja: (vagy Dulva – 13 kötet)
2. Pradnyápáramitá: (21 kötet)
3. Avatamszaka: (6 kötet)
4. Ratnakuta: (6 kötet)
5. Szútra: (30 kötet, 270 szöveg, amelynek háromnegyede Mahájána, a többi a  Hinajána buddhizmushoz köthető)
6. Tantra: 22 kötet, több mint 300 szöveget tartalmaz